# شناور (فیلم)
شناور (به انگلیسی: Floating) یک فیلم درام آمریکایی محصول سال ۱۹۹۷ به نویسندگی و کارگردانی ویلیام راث و با بازی نورمن ریدس است.

## داستان
ون مردی است که در دوران پرآشوب عاطفی و مشکلات مالی دست و پنجه نرم می‌کند. زندگی او در شانزده سالگی با یک تصادف رانندگی که در آن پاهای پدرش قطع شد، تغییر می‌کند. مادرش که نمی‌تواند اعتیاد به الکل و افسردگی شوهرش را که منجر به ضرر مالی شده‌است، تحمل کند، خانواده را رها کرده‌است. ون تنها مانده است که مسئولیت پدر بدخلق خود را به دوش بکشد، بدون اینکه کسی باشد که در درد و مشکلات خودش به او کمک کند.

## بازیگران
- نورمن ریدس در نقش ون
- چاد لو در نقش داگ
- ویل لیمن در نقش پدر ون
- سیبل تمچن در نقش جولی
- کیسی افلک در نقش پرپ شمارهٔ ۱
- رابرت هریل در نقش استیو
- جاناتان کوینت در نقش جیسون
- جاش مارچت در نقش فلیپ
- بروس کنی در نقش مربی
- لیندا راث در نقش زن در حال غربالگری شمارهٔ ۱
- آرنولد راث در نقش مرد در حال غربالگری شمارهٔ ۱
- الی رایسین در نقش دختر شمارهٔ ۱